# Аарон Диас
Аарон Диас Спенсър (на испански: Aaron Diaz Spencer) е мексикански актьор, певец и модел.

## Биография
Аарон Диас е роден на 7 март 1982 г. в Пуерто Ваярта, Халиско, Мексико. Живял е в Сан Франциско, Калифорния, САЩ, където е завършил средното си образование. Връща се в Мексико и се записва в школата на Телевиса – CEA.

## Кариера
Докато е живял в САЩ е работил като модел. Първата му роля е в теленовелата „Играта на живота“ със Сара Малдонадо. Участва в младежката теленовела „Клас 406“. Получава роля в теленовелата „Corazones al limite“. Първата си главна роля получава през 2005 г. в теленовелата „Прегради пред любовта“. Участва още в теленовели като „Лола, имало едно време“ (2007), „Тереса“ (2010), „Талисманът“ (2011). Изиграва отрицателна роля в теленовелата „Росарио“, където си партнира с Лорена Рохас, Гай Екер, Итаиса Мачадо, Сулейка Ривера и др. Последната му роля е в теленовелата „Света дяволица“ на компания Телемундо. Там дели снимачната площадка с актьори като Габи Еспино, Химена Дуке, Карлос Понсе и Уанда Д'Исидоро и ролята му отново е главна.

## Филмография
- Бети в Ню Йорк (Betty en NY) (2019) – Рикардо Калдерон
- Земя на честта (Tierra de Reyes) (2014) – Артуро Гаярдо
- Клетниците (Los Miserables) (2014) – Сесар Мондрагон
- Света дяволица (Santa diabla) (2013) – Сантяго Кано
- Росарио (Rosario) (2013) – Естебан Мартинес
- Талисманът (El Talisman) (2012) – Антонио Негрете
- Тереса (Teresa) (2010) – Мариано Санчес Суарес
- Лола, имало едно време (Lola, erase una vez mas) (2007) – Александър Вон Фердинанд
- Прегради пред любовта (Barrera de amor) (2005) – Андрес Ромеро
- Corazones al limite (2004) – Браулио Ваярдес Стоне
- Клас 406 (Clase 406) (2002/03) – Кике Гонсалес
- Играта на живота (El juego de la vida) (2001)

## Личен живот
По времето на снимките на „Клас 406“ има връзка с Шерлин. Тя приключва след края им, но след това отново се събират, като и този път не съществува дълго. През 2004 г. се сгодява за 10 години по-голямата от него Кейт дел Кастийо. Двамата са женени до 2012 г.. Същата година се запознава с Лола Понсе. От връзката им се ражда момиченце, което кръщават Ерин. През 2014 г. им се ражда втора дъщеря на име Рехина. 